# Punta Alta (Hiszpania)
Punta Alta – szczyt w Pirenejach. Leży w Hiszpanii, w prowincji Lleida, przy granicy z Francją. Należy do Pirenejów Wschodnich.